# 1865年アンドリュー・ジョンソン大統領就任式
第17代アメリカ合衆国大統領のアンドリュー・ジョンソンの就任式は、前任のエイブラハム・リンカーンの暗殺事件の翌日の1865年4月15日にワシントンD.C.のカークウッド・ハウスで行われた。これは史上3度目となる臨時の就任式であり、アンドリュー・ジョンソンの唯一の大統領任期（3年323日）の始まりであった。就任宣誓は最高裁判所長官のサーモン・P・チェイスにより執り行われた。式典後にジョンソンは即席の就任演説を行った。その内容は閣僚の残留を懇願することから始まって南軍を猛烈に攻撃するものであり、ある目撃者は「彼の気を失った方が良かった」と述べている。
リンカーンが死の淵に瀕していた際、副大統領のジョンソンは彼が寝ていた部屋を訪れた。ジョンソンを見たリンカーン夫人は悲鳴を挙げて彼を追い出すように要求したため、ジョンソンはカークウッド・ハウスの自室に戻ったと伝えられている。
新聞報道によると、ジョンソンは酷い酩酊状態にあり、亡くなったリンカーンの側近が彼を迎えに現れた際には数分間起こすことができなかったという。ようやく目覚めたジョンソンは「目は腫れぼったく、髪の毛には道路の泥がこびりついていた」と書かれており、10時の式典に向けて彼を清潔にするために床屋と医者が呼ばれたが、多くの証言では式典はスムーズに進行したとされている。しかしながらこの主張を否定する、より信憑性が高いとされる別の証言も存在する。